# Dekanat Gorzów Wielkopolski – Katedra
Dekanat Gorzów Wielkopolski – Katedra – jeden z 30 dekanatów należący do zielonogórsko-gorzowskiej

## Parafie
- Gorzów Wielkopolski
  - Parafia Najświętszego Serca Pana Jezusa w Gorzowie Wlkp.
  - Parafia Niepokalanego Poczęcia Najświętszej Maryi Panny w Gorzowie Wlkp.
  - Parafia Pierwszych Męczenników Polski
    - Kościół parafialny Pierwszych Męczenników Polski

  - Parafia Podwyższenia Krzyża Świętego w Gorzowie Wlkp.
  - Parafia św. Antoniego Padewskiego i św. Stanisława Kostki w Gorzowie Wlkp.
  - Parafia św. Maksymiliana Marii Kolbe w Gorzowie Wlkp.
  - Parafia Wniebowzięcia Najświętszej Maryi Panny w Gorzowie Wlkp.
- Kłodawa – Parafia Matki Bożej Różańcowej
- Różanki – Parafia św. Stanisława Kostki
- Wawrów – Parafia św. Józefa Rzemieślnika

## Zarząd dekanatu
- Dziekan: ks. prałat kan. Dariusz Glama (od 14.09.2017)
- Wicedziekan: ks. kan. Andrzej Kołodziejczyk (od. 29.05.2019|)
- Ojciec duchowny: ks. kan. Henryk Wojnar (od 2.08.2021)
- Dekanalny duszpasterz młodzieży i powołań: ks. Barnaba Dębicki (od 6.09.2023)[1]